# Skót U21-es labdarúgó-válogatott
A Skót U21-es labdarúgó-válogatott Skócia 21 éven aluli labdarúgó-válogatottja, melyet a skót labdarúgó-szövetség irányít.

## U21-es labdarúgó-Európa-bajnokság
- 1978: nem jutott ki
- 1980: Negyeddöntő
- 1982: Elődöntő
- 1984: Negyeddöntő
- 1986: nem jutott ki
- 1988: Negyeddöntő
- 1990: nem jutott ki
- 1992: Elődöntő
- 1994: nem jutott ki
- 1996: 4. hely
- 1998: nem jutott ki
- 2000: nem jutott ki
- 2002: nem jutott ki
- 2004: nem jutott ki
- 2006: nem jutott ki
- 2007: nem jutott ki
- 2009: nem jutott ki
- 2011: nem jutott ki
- 2013: nem jutott ki
- 2015: nem jutott ki
- 2017: nem jutott ki

## Olimpiai szereplés
- 1992: Nem indult
- 1996: Nem indult
- 2000: Nem indult
- 2004: Nem indult
- 2008: Nem indult
- 2012: Nem indult

## Játékosok
A skót U21-es válogatott kerete a március 23-i  Andorra elleni mérkőzésre.
2018. március 23-án az  Andorra elleni mérkőzés után lett frissítve.
| Szám | Poszt | Név             | Születési dátum / Kor          | Válogatottság | Gólok | Klub                 |
| ---- | ----- | --------------- | ------------------------------ | ------------- | ----- | -------------------- |
|      | K     | Josh Donaldson  | 2000. május 5. (24 éves)       | 0             | 0     | Dundee United        |
|      | K     | Ross Doohan     | 1998. március 29. (26 éves)    | 0             | 0     | Celtic               |
|      | K     | Ryan Fulton     | 1996. május 23. (28 éves)      | 9             | 0     | Hamilton Academical  |
|      | V     | Jason Kerr      | 1997. február 6. (28 éves)     | 0             | 0     | St Johnstone         |
|      | V     | Calvin Miller   | 1998. január 9. (27 éves)      | 0             | 0     | Celtic               |
|      | V     | Anthony Ralston | 1998. november 16. (26 éves)   | 0             | 0     | Celtic               |
|      | V     | Liam Smith      | 1996. április 10. (28 éves)    | 7             | 0     | St Mirren            |
|      | V     | John Souttar    | 1996. szeptember 25. (28 éves) | 10            | 0     | Heart of Midlothian  |
|      | V     | Greg Taylor     | 1997. november 5. (27 éves)    | 6             | 0     | Kilmarnock           |
|      | V     | Iain Wilson     | 1998. december 15. (26 éves)   | 0             | 0     | Kilmarnock           |
|      | KP    | Liam Burt       | 1999. február 1. (26 éves)     | 2             | 0     | Dumbarton            |
|      | KP    | Chris Cadden    | 1996. szeptember 19. (28 éves) | 6             | 1     | Motherwell           |
|      | KP    | Allan Campbell  | 1998. július 4. (26 éves)      | 2             | 0     | Motherwell           |
|      | KP    | Greg Docherty   | 1996. szeptember 10. (28 éves) | 3             | 0     | Rangers              |
|      | KP    | Kyle Magennis   | 1998. augusztus 26. (26 éves)  | 0             | 0     | St. Mirren           |
|      | KP    | Stevie Mallan   | 1996. március 25. (28 éves)    | 4             | 1     | Barnsley             |
|      | KP    | Lewis Morgan    | 1996. szeptember 30. (28 éves) | 4             | 0     | St. Mirren           |
|      | KP    | Harvey St Clair | 1998. november 13. (26 éves)   | 0             | 0     | Chelsea              |
|      | CS    | Eamonn Brophy   | 1996. március 10. (29 éves)    | 1             | 0     | Kilmarnock           |
|      | CS    | Oliver Burke    | 1997. április 7. (27 éves)     | 0             | 0     | West Bromwich Albion |
|      | CS    | Ryan Hardie     | 1997. március 17. (27 éves)    | 6             | 1     | Livingston           |
|      | CS    | Robbie Muirhead | 1996. március 8. (29 éves)     | 0             | 0     | Milton Keynes Dons   |
|      | CS    | Scott Wright    | 1997. augusztus 8. (27 éves)   | 2             | 0     | Aberdeen             |